# Matemática india

Teorema de Brahmagupta.

La matemática india o matemática hindú logró una importancia capital en la cultura occidental prerrenacentista con el legado de sus cifras, incluyendo el numeral cero (0), para denotar la ausencia de una unidad en la notación posicional.
Las primeras matemáticas conocidas en la historia de la India datan del 3000-2600 a. C., en la cultura del valle del Indo (civilización Harappa) del norte de la India y Pakistán. Esta civilización desarrolló un sistema de medidas y pesas uniforme que usaba el sistema decimal, una sorprendentemente avanzada tecnología con ladrillos para representar razones, calles dispuestas en perfectos ángulos rectos y una serie de formas geométricas y diseños, incluyendo cuboides, barriles, conos, cilindros y diseños de círculos y triángulos concéntricos y secantes. Los instrumentos matemáticos empleados incluían una exacta regla decimal con subdivisiones pequeñas y precisas, unas estructuras para medir de 8 a 12 secciones completas del horizonte y el cielo y un instrumento para la medida de las posiciones de las estrellas para la navegación. La escritura de Harappa (diferente de otras formas de escritura hindú) no ha sido descifrada todavía, de ahí que se sepa poco sobre las formas escritas de las matemáticas en Harappa. Hay evidencias arqueológicas que han llevado a algunos a sospechar que esta civilización usaba un sistema de numeración de base octal y tenían un valor para π, la razón entre la longitud de la circunferencia y su diámetro.
No obstante fue durante el período clásico (siglos I al VIII) cuando los matemáticos indios llegaron a la madurez. Con anterioridad a este período, los hindúes tuvieron algún contacto con el mundo griego. La marcha de Alejandro Magno sobre la India tuvo lugar durante el siglo IV a. C. Por otra parte, la expansión del budismo en China y la del mundo árabe multiplicaron los puntos de contacto de la India con el exterior. Sin embargo, las matemáticas hindúes se desenvolvieron en un plano original, apoyándose más en el cálculo numérico que en el rigor deductivo.
Los avances en matemática india posteriores a los Sulba Sutras son los Siddhantas, tratados astronómicos del período Gupta (siglos IV y V d. C.) que muestran una fuerte influencia helénica. Son significativos en cuanto a que contienen la primera instancia de relaciones trigonométricas basadas en una semicuerda, como en trigonometría moderna, en lugar de una cuerda completa, como en la trigonometría ptolemaica. Con una serie de alteraciones y errores de traducción de por medio, las palabras «seno» y «coseno» derivan del sánscrito jiya y kojiya.
El Suria-sidhanta (hacia el año 400) introdujo las funciones trigonométricas de seno, coseno y arcoseno y estableció reglas para determinar las trayectorias de los astros que son conformes con sus posiciones actuales en el cielo. Los ciclos cosmológicos explicados en el texto, que eran una copia de trabajos anteriores, correspondían a un año sideral medio de 365.2563627 días, lo que solo es 1,4 segundos mayor que el valor aceptado actualmente de 365.25636305 días. Este trabajo fue traducido del árabe al latín durante la Edad Media.

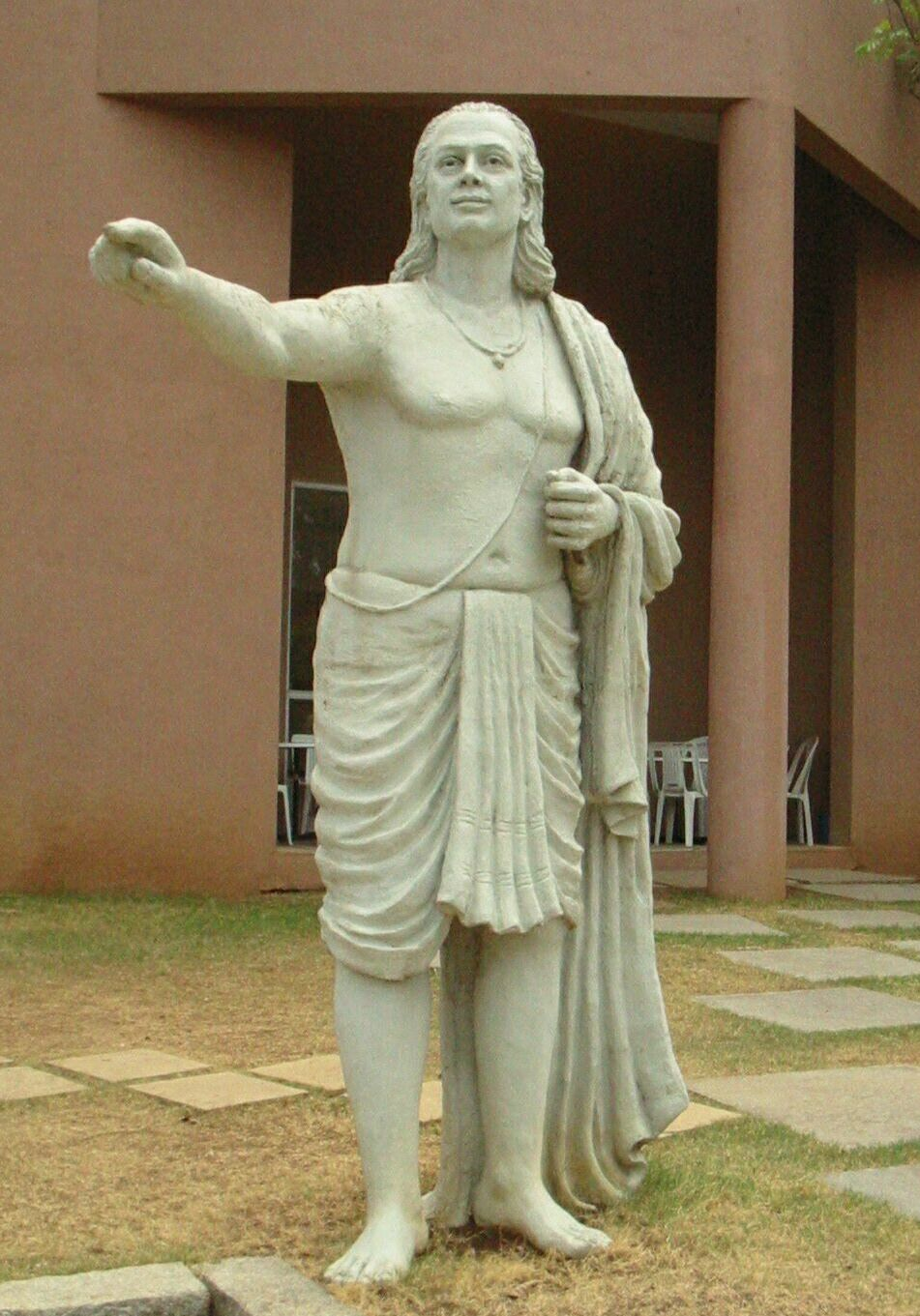
Aryabhata.

En el siglo V, Aryabhata escribe el Aryabhatiya, un delgado volumen concebido para complementar las reglas de cálculo utilizadas en astronomía y en medida matemática. Escrito en verso, carece de rigor lógico o metodología deductiva. Aunque casi la mitad de las entradas son incorrectas, es en el Aryabhatiya en donde el sistema decimal posicional aparece por vez primera. Siglos más tarde, el matemático árabe Abu Rayhan Biruni describiría este tratado como «una mezcla de guijarros ordinarios y cristales onerosos». En 499, Aryabhata introdujo la función verseno, produjo las primeras tablas trigonométricas del seno, desarrolló técnicas y algoritmos de álgebra y obtuvo la solución completa de ecuaciones lineales por un método equivalente al actual, además de cálculos astronómicos basados en un sistema geocéntrico. Desde el siglo VIII estuvo disponible una traducción al árabe de su Ariabhatiya, seguida de una traducción al latín en el siglo XIII. También calculó el valor de π con once decimales (3,14159265359).
En el siglo VII, Brahmagupta identificó el teorema de Brahmagupta, la identidad de Brahmagupta y la fórmula de Brahmagupta y, por primera vez en Brahma-sphuta-siddhanta, explicó claramente los dos usos del número 0: como un símbolo para rellenar un hueco en el sistema posicional y como una cifra y explicó el sistema de numeración indoarábigo. Fue a raíz de una traducción de este texto indio sobre matemáticas (hacia el 770) cuando las matemáticas islámicas tuvieron acceso a este sistema de numeración, que posteriormente adaptaron usando los numerales arábigos. Los estudiantes árabes exportaron este conocimiento a Europa hacia el siglo XII y terminó desplazando los sistemas de numeración anteriores en todo el mundo. En el siglo X, un comentario de Jalaiuda sobre la obra de Pingala incluía un estudio de la sucesión de Fibonacci y del triángulo de Pascal y describía la formación de una matriz.[cita requerida]
En el siglo XII, Bhaskara II estudió diversas áreas de las matemáticas. Sus trabajos describen el concepto preliminar de infinitesimal y coeficiente diferencial . También estableció el teorema de Rolle (un caso especial del teorema del valor medio), estudió la ecuación de Pell,[cita requerida] e investigó la derivada de la función seno. Hasta qué punto sus aportes anticiparon la invención del cálculo es fuente de controversias entre los historiadores de las matemáticas.
Desde el siglo XII, Mádhava, fundador de la Escuela de Kerala, encontró la llamada serie de Madhava-Leibniz y, utilizando 21 términos, computó el valor del número π a 3,14159265359. Mádhava también encontró la serie de Madhava-Gregory para el arcotangente, la serie de potencias Madhava-Newton para determinar el seno y el coseno así como las aproximaciones de Taylor para las funciones seno y coseno. En el siglo XVI, Jyesthadeva consolidó muchos de los desarrollos y teoremas de la Escuela de Kerala en los Yukti-bhāṣā. Sin embargo, la Escuela no formuló una teoría sistemática de la derivada o la integración, ni existe evidencia directa de que sus resultados hayan sido transmitidos al exterior de Kerala.
Los progresos en matemáticas así como en otras ciencias se estancaron en la India a partir de la conquista musulmana de la India.

## Antigua India

Numerales brahmí en el.

Los registros más antiguos existentes de la India son los Sulba Sutras (datados de aproximadamente entre el siglo VIII a. C. y II d. C.), apéndices de textos religiosos con reglas simples para construir altares de formas diversas, como cuadrados, rectángulos, paralelogramos y otros. Al igual que con Egipto, las preocupaciones por las funciones del templo señala un origen de las matemáticas en rituales religiosos. En los Sulba Sutras se encuentran métodos para construir círculos con aproximadamente la misma área que un cuadrado, lo que implica muchas aproximaciones diferentes del número π. Adicionalmente, obtuvieron el valor de la raíz cuadrada de 2 con varias cifras de aproximación, listas de ternas pitagóricas y el enunciado del teorema de Pitágoras. Todos estos resultados están presentes en la matemática babilónica, lo cual indica una fuerte influencia de Mesopotamia. No resulta claro, sin embargo, hasta qué punto los Sulba Sutras influenciaron las matemáticas indias posteriores. Al igual que en China, hay una falta de continuidad en la matemática india; significativos avances se alternan con largos períodos de inactividad.
Panini (hacia el siglo V a. C.) formuló las reglas de la gramática del sánscrito. Su notación fue similar a la notación matemática moderna y usaba "metarreglas", transformaciones lineales y recursiones.[cita requerida] Pingala (aproximadamente de los siglos III al I a. C.) en su tratado de prosodia, usa un dispositivo correspondiente a un sistema binario de numeración.[cita requerida] Su discusión sobre la combinatoria de métricas musicales corresponde a una versión elemental del teorema del binomio.[cita requerida] La obra de Pingala también contiene ideas básicas sobre los números de Fibonacci, llamados mātrāmeru.
La escritura brahmí se desarrolló al menos desde la dinastía Mauria, en el siglo IV a. C.. Los numerales brahmí datan del siglo III a. C.. La escritura brahmí se desarrolló al menos desde la dinastía Mauria, en el siglo IV a. C. y el 200 a. C., los matemáticos yainas comenzaron el estudio de las matemáticas para el exclusivo propósito de las matemáticas. Ellos fueron los primeros en desarrollar los números transfinitos, la teoría de conjuntos, leyes fundamentales de los índices, ecuaciones cúbicas y cuárticas, sucesiones y progresiones, permutaciones y combinaciones, cuadrados y extracción de la raíz cuadrada y potencias finitas e infinitas. El Manuscrito Bakhshali, escrito entre el 200 a. C. y el 200 d. C., incluía soluciones de ecuaciones lineales con más de cinco incógnitas, la solución de la ecuación cuadrática, progresiones aritméticas y geométricas, series compuestas, ecuaciones cuadráticas indeterminadas, ecuaciones simultáneas y el uso del cero y los números negativos. También pudieron encontrarse cálculos exactos de números irracionales, que incluían raíces cuadradas de números tan grandes como un millón y con once decimales.

## Período clásico
El mundo les debe el invento trascendental de la notación posicional empleando la cifra cero como valor nulo. Utilizaron, como en occidente, un sistema de numeración de base 10 (con diez dígitos). Los antiguos mayas también utilizaron el cero (siglos IV al VII). Egipcios, griegos y romanos, aunque utilizaban un sistema decimal, no era posicional, ni poseía el cero, que fue transmitido a occidente mucho más tarde, por los árabes, a través de la España e Italia medievales. Las múltiples ventajas prácticas y teóricas del sistema de «notación posicional con cero» dieron el impulso definitivo a todo el desarrollo ulterior de las matemáticas.
El sistema de numeración decimal aparece ya en el Süryasiddhanta, pequeño tratado que data probablemente del siglo VI y parece que no es muy anterior a éste. Los trabajos matemáticos de los hindúes se incorporaron en general a las obras astronómicas. Este es el caso de Aryabhata, nacido hacia 476, y de Brahmagupta, nacido hacia 598. Mucho más tarde (hacia 1150), Bhaskara II escribió un tratado de aritmética en el que exponía el procedimiento de cálculo de las raíces cuadradas. Se trata de una teoría de las ecuaciones de primer y segundo grado, no en forma geométrica, como lo hacían los griegos, sino en una forma que se puede llamar «algebraica».
El carácter operacional de la matemáticas hindúes iba a la par con una concepción general del número irracional, pero abierta de un modo natural al negativo, con lo cual podían tomar en consideración los dos signos de la raíz cuadrada y las dos soluciones de la ecuación de segundo grado; así quedó abierto el camino del álgebra formal, seguido posteriormente por los árabes.
Los hindúes fueron los pioneros en utilizar cantidades negativas para representar deudas. Desde aquellos tiempos, esto se presenta como una necesidad; de tal forma diferenciaron una cantidad con un signo, lo que luego se convirtió o reemplazó por nuestro actual signo menos o negativo (-). La palabra deuda proviene del latín 'debita', y hace referencia al compromiso de tener que pagar o entregar materiales o dinero con posterioridad a otra persona. Así, los hindúes vieron a los números negativos como la representación a nivel aritmético de una deuda o falta de una cantidad, de forma relativa a un elemento ya neutro o vacío (en este caso el cero, 0).